# Lijst van gemeentelijke monumenten in Maastricht-Noordoost
De wijk Maastricht-Noordoost in Maastricht heeft 72 panden/objecten die als gemeentelijk monument zijn beschreven in 69 regels (monumentnummers), verdeeld over 4 buurten.

## Beatrixhaven
Het waternetwerk rond de landgoederenzone loopt op twee plekken door de buurt Beatrixhaven, namelijk in het zuidwesten bij de Ankerkade en in het noorden bij de Klipperweg. Voor dit waternetwerk, dat ook loopt door de buurt Meerssenhoven (tevens gelegen in de wijk Noordoost) en daarnaast door de buurten Limmel en Nazareth (beiden wijk Oost), zie de Lijst van gemeentelijke monumenten in Maastricht-Oost.
Daarnaast kent deze buurt geen gemeentelijke monumenten.

## Borgharen
De buurt Borgharen kent 30 panden/objecten die als gemeentelijk monument zijn beschreven beschreven in 28 regels (monumentnummers).

## Itteren
De buurt Itteren kent 27 panden/objecten die als gemeentelijk monument zijn beschreven in 26 regels (monumentnummers).

## Meerssenhoven
De buurt Meerssenhoven kent 15 panden/objecten die als gemeentelijk monument zijn beschreven. Zie onderstaand overzicht.

Voor het waternetwerk rond de landgoederenzone dat ook loopt door de buurt Beatrixhaven (tevens gelegen in de wijk Noordoost) en daarnaast door de buurten Limmel en Nazareth (beiden wijk Oost), zie de Lijst van gemeentelijke monumenten in Maastricht-Oost. Dit waternetwerk loopt ook op verschillende plekken door de buurt Meerssenhoven, o.a. in de buurt van de Klipperweg, Fregatweg en Weert.
| Object                                 | Bouwjaar                                | Architect | Locatie                                                     | Coördinaten                   | Nr.       | Afbeelding                    |
| -------------------------------------- | --------------------------------------- | --------- | ----------------------------------------------------------- | ----------------------------- | --------- | ----------------------------- |
| Hekwerk met pijlers                    |                                         |           | Weert nabij 11                                              | 50° 52' 41" NB, 5° 43' 31" OL | 0935/262  | Upload foto                   |
| Bomenrij van zomereiken langs de Weert | 1920                                    |           | Weert nabij 11 Overkant; zuidzijde van de weg               | 50° 52' 42" NB, 5° 43' 33" OL | 0935/272  | Upload foto                   |
| Meidoornhagen                          |                                         |           | Weert nabij 7; Zuidzijde; westkant van de weg               | 50° 52' 39" NB, 5° 43' 40" OL | 0935/3637 | Upload foto                   |
| Meidoornhaag                           |                                         |           | Weert nabij 11; Voorkant, noordzijde van de weg)            | 50° 52' 41" NB, 5° 43' 31" OL | 0935/273  | Upload foto                   |
| Voormalige boerderij                   | 19e eeuw                                |           | Weert 12                                                    | 50° 52' 51" NB, 5° 43' 49" OL | 0935/3614 | Upload foto                   |
| Voormalige boerderij                   | 19e eeuw                                |           | Weert 14                                                    | 50° 52' 52" NB, 5° 43' 49" OL | 0935/3615 | Upload foto                   |
| Voormalige boerderij                   | 19e eeuw                                |           | Weert 16                                                    | 50° 52' 52" NB, 5° 43' 49" OL | 0935/3616 | Upload foto                   |
| Landhuis in eclectische stijl          | circa 1860 (huis), circa 1930 (aanbouw) |           | Weert 17                                                    | 50° 52' 55" NB, 5° 43' 48" OL | 0935/3617 | Landhuis in eclectische stijl |
| Hekwerk met pijlers                    |                                         |           | Weert nabij 12; Ca. 200m ten zuidwesten                     | 50° 52' 45" NB, 5° 43' 45" OL | 0935/3624 | Upload foto                   |
| Hekwerk met pijlers                    |                                         |           | Weert nabij 12; Ca. 180m ten zuidwesten                     | 50° 52' 46" NB, 5° 43' 45" OL | 0935/3625 | Upload foto                   |
| Twee bomenrijen                        |                                         |           | Weert nabij 7 en 12; Oostzijde en deel westzijde van de weg | 50° 52' 45" NB, 5° 43' 44" OL | 0935/3633 | Upload foto                   |
| Meidoornhaag                           |                                         |           | Weert nabij 7 en 12; Oostzijde van de weg                   | 50° 52' 40" NB, 5° 43' 40" OL | 0935/3634 | Upload foto                   |
| Meidoornhaag                           |                                         |           | Weert nabij 12/14/16; Westzijde van de weg                  | 50° 52' 49" NB, 5° 43' 46" OL | 0935/3638 | Upload foto                   |
| Meidoornhaag                           |                                         |           | Weert nabij 16 en 17; Westzijde van de weg                  | 50° 52' 52" NB, 5° 43' 48" OL | 0935/3639 | Upload foto                   |
| Wegkruis                               |                                         |           | Weert nabij 17; Oostzijde van de weg                        | 50° 52' 55" NB, 5° 43' 49" OL | 0935/3626 | Upload foto                   |

## Door meerdere buurten
Voor het waternetwerk rond de landgoederenzone, dat loopt door de buurten Beatrixhaven, Meerssenhoven (beiden gelegen in de wijk Noordoost, Limmel, en Nazareth (beiden wijk Oost), zie de Lijst van gemeentelijke monumenten in Maastricht-Oost.